# Бобрівник Леонід Дем'янович
Леонід Дем'янович Бобрівник (27 червня 1933, Старокостянтинів Хмельницької обл. — 4 вересня 2021, Зе-Вудлендс, штат Техас, США) — український та американський науковець, інженер-технолог. Заслужений діяч науки і техніки України, доктор технічних наук, професор.

## Біографія

Могила Леоніда Бобрівника, Байкове кладовище

Народився 27 червня 1933 року в сім'ї вчителів в м. Старокостянтинові колишньої Кам'янець-Подільської області.
У 1951 році із золотою медаллю закінчив Полонську середню школу № 1. В цьому ж році Л. Д. Бобрівник вступив до Київського технологічного інституту харчової промисловості зі спеціальності «Технологія цукристих речовин», який закінчив у 1956 році з відзнакою. Ректорат інституту запросив його працювати на кафедрі технології цукристих речовин, але він відмовився залишатись в інституті і взяв призначення на роботу змінним інженером на Першому Кубанському цукровому заводі Краснодарського краю. Через рік був призначений головним технологом цього ж заводу і на цій посаді працював два роки до вересня 1959 року.
У вересні 1959 року вступив до аспірантури на кафедрі технології цукристих речовин КТІХП. Після закінчення аспірантури одержав призначення асистента на цю ж кафедру(1962 р.), на якій згодом працював доцентом, професором до 1980 року. У 1963 р. захистив кандидатську дисертацію, у 1975 р. — докторську. В 1963—1964 рр. працював заступником декана технологічного факультету.
Дружина — науковиця, доцент Галина Волошаненко (1931—2014). Виховали сина.
У 2000 році емігрував до США, проживав у місцевості Зе-Вудлендс, штат Техас. Помер 4 вересня 2021 року на 89-му році життя. Похований разом з родиною у Києві, на Байковому кладовищі.

## Наукова діяльність
В 1968—1969 рр. працював науковим керівником науково-дослідної лабораторії з хімії і технології цукру Центральному Університеті Республіки Куба. У 1974—1976 рр. — радником ректора цього ж університету і був членом методичної ради Міністерства освіти Республіки Куба. Працюючи на Кубі, підготував для цієї країни 8 кандидатів наук.
У 1980 р. був обраний завідувачем кафедрою органічної хімії КТІХП. З 1991 по 1995 рр. працював проректором з наукової роботи університету, згодом став головою спеціалізованої ради по присудженню вчених ступенів доктора наук та кандидата наук.
В 1991 р. вибраний академіком Академії інженерних наук України, а в квітні 1997 р. — академіком Міжнародної академії енергоінформаційних наук. Є академіком Нью-йоркської академії наук.[недоступне посилання з червня 2019] Основні напрямки наукової діяльності: іонний обмін, електродіаліз з електрохімічноактивними мембранами, хімія і технологія цукристих речовин. Розробив технологію інуліну — фруктану з високим ступенем поляризації та його похідних (1975).
За весь період наукової діяльності підготував 32 кандидатів та 4 докторів наук. За його участі написано 10 монографій та підручників, 5 брошур, видано більш як 450 наукових праць. Має 55 авторських свідоцтв на винаходи та патенти.

## Відзнаки
Нагороджений орденом «Дружби народів» (1981) та трьома медалями.
2 жовтня 1997 р. Указом Президента України Бобрівнику Л. Д. присвоєно почесне звання «Заслужений діяч науки і техніки України».